# Джексон, Рори
Рори Джеймс Говард Джексон (англ. Ruaridh James Howard Jackson; родился 12 февраля 1988 года в Нортгемптоне, Англия) — шотландский профессиональный регбист, выступающий на позиции скрам-хава за клуб «Глазго Уорриорз» и сборную Шотландии.

## Клубная карьера
Джексон начал играть в регби за команду школы имени Роберта Гордона, а затем выступал за любительские команды «Карта Куинс Парк» и «Глазго Хокс», где был замечен сотрудниками «Глазго Уорриорз» и в 2008 году был приглашён в команду. Регбист быстро зарекомендовал себя как быстрый защитник с широким набором игровых навыков. Проведя более сотни матчей за «Воинов» в 2014 году Джексон принял решение сменить чемпионат и подписал контракт с английским «Уоспс».
Уже во втором матче за новый клуб против «Нортгемптон Сэйнтс» регбист порвал крестообразные связки и был вынужден пропустить весь сезон 2014/15. Несмотря на тяжёлую травму Джексона, зимой 2015 года «Уоспс» приняли решение продлить соглашение с игроком ещё на год. К началу нового сезона состав «ос» пополнило несколько конкурентов Джексона в полузащите — Дэнни Киприани и Джимми Гопперт, что вынудило его довольствоваться в основном выходами на замену. Регбист не видел себя как лишь третью опцию в полузащите и подписал контракт с конкурентом команды — «Харлекуинс», где в дебютном сезоне стал твёрдым игроком основы.

## Сборная Шотландии
Джексон прошёл юношеские и молодёжные сборные Шотландии всех возрастов, где освоил позицию фулбэка, а также играл за национальные команды по регби-7. Дебютировал за «чертополохов» в тестовом матче против сборной Новой Зеландии в 2010 году, где вышел на замену вместо легендарного игрока «Глазго Уорриорз» Дэна Паркса, однако несмотря на все попытки помочь команде не сумел — шотландцы проиграли с разгромным счётом 3:49. В следующей игре, соперниками в которой выступили самоанцы, Джексон заработал за сборную свои первые очки — он обеспечил победу, забив решающий штрафной на 79-й минуте матча. Стабильная игра в 2011 году обеспечила Джексону попадание в состав «чертополохов» на чемпионат мира, где сыграл три матча — с Румынией, Аргентиной и Англией. В последнем матче он был вынужден досрочно покинуть поле из-за травмы бедра.
После того как Дэн Паркс, основной конкурент Джексона, завершил карьеру в 2012 году, регбист стал всё чаще выходить в основном составе и стал первой опцией на позиции десятого номера. В сборной, как и в клубе, всё испортил разрыв крестообразных связок — Джексон надолго выпал из состава и не попал на чемпионат мира 2015 года, хотя его имя фигурировало в расширенном составе национальной команды.

## Вне регби
До занятиями регби Рори занимался крикетом и выступал за молодёжную сборную Шотландии, но в 18 лет выбрал регби. По его словам, при броске мяча для крикета он испытывал сильные боли в плече. Помимо регби, он также занимается танцами. Владеет компанией по производству джина.